# Abdul Latif Raschid

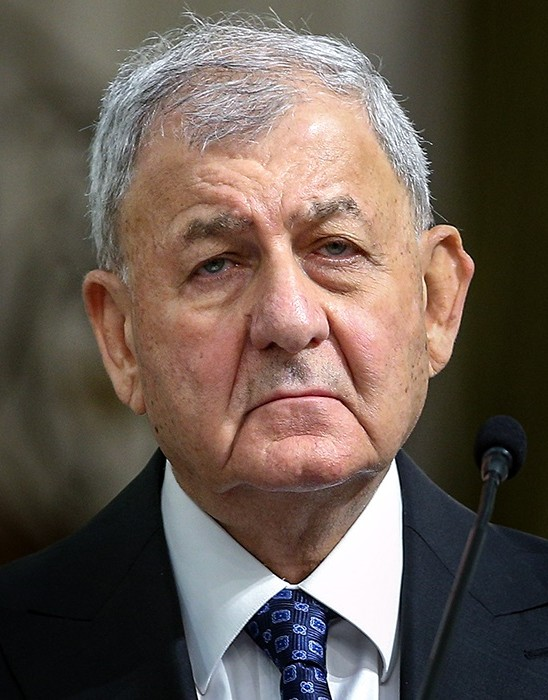
Rashid 2023

Abdul Latif Raschid (arabisch عبد اللطيف رشيد, DMG ʿAbd al-Laṭīf Rašīd, kurdisch لەتیف ڕەشید; * 10. August 1944 in Sulaimaniyya) ist ein irakischer Politiker kurdischer Volkszugehörigkeit und seit dem 17. Oktober 2022 Präsident des Irak.

## Leben
Raschid besuchte eine Sekundarschule in Nordwales. Er studierte Bauingenieurwesen an der University of Liverpool und wurde an der University of Manchester promoviert. 1992 wurde er zum Vizepräsident des irakischen Nationalkongresses und 1998 in die sechsköpfige Parteiführung gewählt.
Nach dem Sturz Saddam Husseins 2003 war Raschid von September 2003 bis Dezember 2010 Minister für Wasserressourcen. Am 13. Oktober 2022 wurde er zum neunten Präsidenten des Iraks gewählt und löste damit Barham Salih ab.

## Privates
Raschid ist verheiratet mit Shanaz Ibrahim Ahmad und Vater von zwei Söhnen und einer Tochter.